# NGC 1176
NGC 1176 是英仙座的一粒恆星，由法國天文學家紀堯姆·比古爾丹於1884年12月17日發現，後收錄於原版天體新總表（NGC）。
NGC編者約翰·德雷耳將其形容為「暗淡星雲狀物之中的13等星」。